# Халтуринский сельский совет (Карловский район)
Халтуринский сельский совет (укр. Халтуринська сільська рада) — входит в состав
Карловского района
Полтавской области
Украины.
Административный центр сельского совета находится в 
пос. Мартыновка.

## Населённые пункты совета
- пос. Мартыновка
- пос. Вакулиха
- пос. Красное
- с. Марьяновка
- пос. Тишенковка
- пос. Шевченко

## Ликвидированные населённые пункты совета
- пос. Майское